# Celendín (distrito)
Celendín é um distrito do Peru, departamento de Cajamarca, localizada na província de Celendín.

## Transporte
O distrito de Celendín é servido pela seguinte rodovia:
- PE-8B, que liga o distrito de Cajamarca à cidade de Chachapoyas (Região de Amazonas)
- CA-109, que liga o distrito à cidade de Bambamarca [1][2][3]